# Christian Klien
Christian Klien (Hohenems, Austria, 7 de febrero de 1983) es un piloto de automovilismo austríaco que ha corrido en Fórmula 1 para las escuderías Hispania Racing, Honda, BMW Sauber, Red Bull y Jaguar. Tras abandonar la Fórmula 1, compitió en resistencia, llegando a participar en las 24 Horas de Le Mans, quedando tercero en 2008 con un Peugeot 908.
Actualmente, compite en el certamen V8 Supercars en el equipo Walkinshaw Racing.

## Inicios
Nacido en Hohenems, cerca de los Alpes austríacos, Klien se inició en los karts y decidió llegar a la Fórmula 1 tras un encuentro en una carrera con el brasileño Ayrton Senna.
Entre 1996 y 1998, Klien logró numerosas victorias en karting, tanto en Austria como en Suiza, llegando a obtener el campeonato de la categoría en este último país en su primer año de competición.  En 1999, Klien pasó a la Copa Junior BMW ADAC,  obteniendo cuatro victorias y el cuarto lugar del campeonato.  Al año siguiente pasó al campeonato oficial BMW ADAC, compitiendo bajo el equipo Rosberg.  En esa temporada, finalizó en el décimo lugar del campeonato y en el tercero entre los novatos.  En el 2001, Klien logró ganar 5 carreras, lo cual le permitió alcanzar el tercer lugar en el campeonato.
Tras unirse a JD Motorsport para participar en la Fórmula Renault italiana, alcanzó una victoria que le allanó el camino para pasar a la Fórmula Renault alemana en 2002.  Klien ganó entonces cuatro carreras y el título, además de finalizar quinto en la serie europea.
El siguiente paso del piloto austríaco fue pasar a la Fórmula 3 Euroseries, poniéndose a los servicios del equipo Mucke Motorsport.  Las cuatro victorias obtenidas le alcanzaron para lograr el subcampeonato, solo por detrás del entonces piloto de pruebas de Toyota Ryan Briscoe. Klien obtuvo también en 2003 el Masters de Fórmula 3.

## Carrera deportiva
Gracias al soporte financiero de Red Bull, Klien fue contratado como piloto titular por el equipo de Fórmula 1 Jaguar Racing en 2004.  A pesar de la importante presión que significaba ser el número 2 del altamente promocionado Mark Webber, fue el primer piloto en superar a Webber dentro del mismo equipo, además de mostrar buenas condiciones al volante.  En el Gran Premio de Bélgica, Klien finalizó en el sexto lugar, logrando 3 valiosos puntos para el campeonato. Finalmente, terminó la temporada en el 16.º lugar.
Durante las pruebas de invierno de 2005, Klien realizó varios tests para Red Bull Racing junto a Vitantonio Liuzzi y David Coulthard. Finalmente, logró asegurarse una de las dos butacas titulares, junto con el veterano escocés.  En un muy buen comienzo de temporada, logró puntuar en las dos primeras carreras del año, serie que se vio interrumpida por un abandono en el Gran Premio de Baréin.
Puesto que tanto Klien como Liuzzi firmaron sendos contratos con la escudería, Red Bull anunció que el italiano disputará los Grandes Premios de San Marino, España y Mónaco. Finalmente, Christian Klien obtuvo el asiento en la escudería mientras Liuzzi quedó como piloto de pruebas.
Aun acabando 15.º en la clasificación general de la temporada 2005 debido a la obligación de compartir asiento con Vitantonio Liuzzi, Red Bull Racing confirmó la participación del piloto austríaco para la temporada 2006 en el equipo principal al lado del veterano David Coulthard, después de haber demostrado sus grandes habilidades al volante.
Klien fue sustituido en el 2007 por Mark Webber. Durante la pretemporada del 2007, acepta una oferta como piloto probador del equipo Honda Racing junto con el británico Mike Conway, cerrando así su etapa de piloto de la escudería Red Bull. En el Gran Premio de Gran Bretaña disputó unos entrenamientos libres con la escudería nipona.
Tras un año 2007 ejerciendo como probador en Honda, fichó como primer piloto probador de la escudería BMW Sauber, en la que permaneció dos años en dicho cargo. Entre tanto, compitió en las 24 Horas de Le Mans, donde finalizó tercero en 2008. 
En 2009, consiguió su victoria más prestigiosa hasta la fecha tras ganar la mítica carrera de resistencia de 1000 km de Spa-Francorchamps, al volante de un Peugeot 908 HDi FAP.
En la temporada 2010, para el Gran Premio de España, Klien ficha como piloto probador del Hispania Racing. Tras cuatro años, el austriaco vuelve a correr en Singapur debido a una enfermedad de Sakon Yamamoto. Clasifica 22° y en la carrera abandona por un problemas en los frenos. De ahí en adelante Sakon Yamamoto regresa al bólido n.° 20, pero en Brasil, Klien vuelve a correr en sustitución del piloto japonés y consigue un 22º puesto.
Aunque su nombre sonó entre los candidatos a ocupar uno de los asientos como titular disponible en Hispania Racing, la decisión de la escudería de decantarse por Liuzzi dejaba al austriaco sin opción a competir en el arranque del 2011, orientando sus esfuerzos a la consecución de un puesto como tercer piloto sin que hasta la fecha haya trascendido su fichaje por alguna escudería.
Tras esto, probó suerte en las American Le Mans Series, con un Aston Martin DB9 de competición, abandonando en las 24 Horas de Le Mans, y con un noveno puesto como mejor resultado del campeonato.
En la temporada 2012 realiza tareas de desarrollo en el simulador para el equipo Williams, tarea que compagina con la de piloto del equipo Walkinshaw Racing en el campeonato de V8 Supercars.

## Resultados

### Fórmula 1
(Clave) (negrita indica pole position) (cursiva indica vuelta rápida)

| Año     | Escudería               | 1      | 2       | 3       | 4       | 5       | 6       | 7       | 8      | 9       | 10      | 11     | 12     | 13      | 14     | 15      | 16      | 17     | 18     | 19     | Pos. | Puntos |
| ------- | ----------------------- | ------ | ------- | ------- | ------- | ------- | ------- | ------- | ------ | ------- | ------- | ------ | ------ | ------- | ------ | ------- | ------- | ------ | ------ | ------ | ---- | ------ |
| 2004    | Jaguar Racing           | AUS 11 | MYS 10  | BHR 14  | SMR 14  | ESP Ret | MON Ret | EUR 12  | CAN 9  | USA Ret | FRA 11  | GBR 14 | GER 10 | HUN 13  | BEL 6  | ITA 13  | CHN Ret | JPN 12 | BRA 14 |        | 16.º | 3      |
| 2005    | Red Bull Racing         | AUS 7  | MYS 8   | BHR DNS | SMR TD  | ESP TD  | MON TD  | EUR TD  | CAN 8  | USA DNS | FRA Ret | GBR 15 | GER 9  | HUN Ret | TUR 8  | ITA 13  | BEL 9   | BRA 9  | JPN 9  | CHN 5  | 15.º | 9      |
| 2006    | Red Bull Racing         | BHR 8  | MYS Ret | AUS Ret | SMR Ret | EUR Ret | ESP 13  | MON Ret | GBR 14 | CAN 11  | USA Ret | FRA 12 | GER 8  | HUN Ret | TUR 11 | ITA 11  | CHN     | JPN    | BRA    |        | 18.º | 2      |
| 2007    | Honda Racing F1 Team    | AUS    | MYS     | BHR     | ESP     | MON     | CAN     | USA     | FRA    | GBR TD  | EUR     | GER    | HUN    | TUR     | ITA    | BEL     | JPN     | CHN    | BRA    |        |      |        |
| 2010    | Hispania Racing F1 Team | BHR    | AUS     | MYS     | CHN     | ESP TD  | MON     | TUR     | CAN    | EUR TD  | GBR     | GER    | HUN    | BEL     | ITA    | SIN Ret | JPN     | RCO    | BRA 22 | ABU 20 | 27.º | 0      |
| Fuente: |                         |        |         |         |         |         |         |         |        |         |         |        |        |         |        |         |         |        |        |        |      |        |

### Campeonato Mundial de Resistencia de la FIA
(Clave) (negrita indica pole position) (cursiva indica vuelta rápida)

| Año  | Escudería     | Clase | Automóvil     | 1   | 2   | 3   | 4   | 5   | 6   | 7   | 8   | Pos. | Puntos | Ref.  |
| ---- | ------------- | ----- | ------------- | --- | --- | --- | --- | --- | --- | --- | --- | ---- | ------ | ----- |
| 2015 | Team ByKolles | LMP1  | CLM P1/01-AER | SIL | SPA | LMS | NÜR | COA | FUJ | SHA | BHR | NC   | 0      | [ 6 ] |
| 2015 | Team ByKolles | LMP1  | CLM P1/01-AER | Ret | Ret |     |     |     |     |     |     | NC   | 0      | [ 6 ] |

### Deutsche Tourenwagen Masters
(Clave) (negrita indica pole position) (cursiva indica vuelta rápida)

| Año  | Equipo        | Automóvil        | 1     | 2     | 3     | 4     | 5        | 6        | 7        | 8        | 9     | 10    | 11      | 12        | 13    | 14    | 15    | 16    | Pos. | Puntos |
| ---- | ------------- | ---------------- | ----- | ----- | ----- | ----- | -------- | -------- | -------- | -------- | ----- | ----- | ------- | --------- | ----- | ----- | ----- | ----- | ---- | ------ |
| 2021 | JP Motorsport | McLaren 720S GT3 | MNZ 1 | MNZ 2 | LAU 1 | LAU 2 | ZOL 1 12 | ZOL 2 14 | NÜR 1 15 | NÜR 2 12 | RBR 1 | RBR 2 | ASS 1 5 | ASS 2 Ret | HOC 1 | HOC 2 | NOR 1 | NOR 2 | NC†  | 0†     |

- † Klien fue piloto invitado, por lo tanto no fue apto para sumar puntos.